# Borda de Guerra
La Borda de Guerra és una borda del terme municipal de Conca de Dalt, dins de l'antic terme d'Hortoneda de la Conca, pertanyent a l'antiga caseria de bordes de Segan, al nord-est del terme.
És una de les Bordes de Segan, la que està situada més al sud-oest, al damunt i al nord-est del Cap del Roc del Graller. Té més a ponent la Borda de Manyac, al nord les de Carrutxo i de Jaume de Sana, i a llevant, la de Cardet.